# Alix de France (1150-1197)
Pour les articles homonymes, voir Alix de France.
Alix de France ou Adélaïde de France ou Aélis de Blois, née en 1150 et morte en 1197,, fille du roi Louis VII le Jeune (1120 - 1180) et de sa première épouse Aliénor d'Aquitaine (1124 - 1204), fut comtesse consort de Blois, Chartres et Châteaudun par son mariage avec Thibaut V de Blois. Elle fut régente du comté pendant l'absence de son époux en 1190-1191, ainsi que pendant la minorité de leur fils, Louis Ier, de 1191 à 1197.

## Biographie
Alix était la deuxième fille du roi Louis VII de France et de sa première femme, la duchesse Aliénor d'Aquitaine. Elle fut baptisée ainsi en hommage à sa tante maternelle Pétronille d'Aquitaine, dont le deuxième prénom était Alix et qui avait suivi Aliénor à la cour de France.
La naissance d'une deuxième fille, en 1150,, au lieu du fils et héritier tant espéré, sonna le glas du mariage de Louis et Aliénor, déjà fragilisé : en 1147, le couple avait pris part à la deuxième croisade, qui devait se conclure par l'échec devant Damas en 1148, ce qui, joint à d'autres différends, contribua à éloigner les deux conjoints. Ils regagnèrent la France en 1149, après avoir été provisoirement réconciliés par le pape Eugène III, en octobre 1149, à Tusculum. Alix est vraisemblablement issue du rapprochement demandé par le pape. Leur mariage fut annulé en 1152 pour consanguinité, deux ans à peine après la naissance d'Alix. Elle et sa sœur aînée Marie furent reconnues comme légitimes et la tutelle des deux jeunes princesses fut confiée à leur père. Aliénor quitta la cour peu après et épousa en secondes noces, le 18 mai 1152, Henri II, duc de Normandie et futur roi d'Angleterre.
Les différents remariages de ses deux parents firent d'Alix la demi-sœur du roi Philippe II Auguste de France mais aussi des rois d'Angleterre Richard Cœur de Lion et Jean Sans Terre.

### Comtesse de Blois, Chartres et Châteaudun
Après la séparation de ses parents, son père, Louis VII, épousa en 1154 Constance de Castille, qui mourut en 1160 en mettant au monde sa deuxième fille. Toujours en quête d'une descendance masculine susceptible de lui succéder, Louis VII se remaria la même année avec Adèle de Champagne, promettant du même coup ses deux filles aux frères de sa nouvelle femme.
En 1164, Alix épousa Thibaut V le Bon, comte de Blois et de Chartres, veuf de Sibylle de Châteaurenault, qui avait autrefois tenté d'enlever sa mère, Aliénor, pour la forcer à l'épouser. Sa sœur aînée Marie épousa le frère aîné de Thibaut, Henri.
En 1176, Alix fonda avec Thibaud V le prieuré de Bouche-d'Aigre rattaché à l'abbaye de la Sainte-Trinité de Tiron, aujourd'hui sur la commune de Thiron-Gardais, prieuré inscrit au titre de monument historique de la commune de Romilly-sur-Aigre.
Alix fut régente de Blois pendant sept ans. Lorsque son mari partit pour l'Orient pour la troisième croisade en 1190, elle fut désignée pour gouverner en son absence. Lorsqu'il mourut de dysenterie en 1191 au siège d'Acre, aux côtés de son frère, Étienne de Sancerre, elle continua de gouverner au nom de son fils mineur, Louis, et ce, jusqu'en 1197, année de sa mort.
Elle fut inhumée en la cathédrale Saint-Étienne de Meaux.

## Descendance
Thibaut et Alix ont sept enfants :
1. Thibaut, mort jeune ;
2. Louis, comte de Blois, de Chartres et de Clermont ;
3. Henri, mort jeune ;
4. Philippe, mort jeune ;
5. Marguerite (1170-1230), comtesse de Blois et de Châteaudun, mariée vers 1183 avec Hugues III d'Oisy, vicomte de Cambrai (mort en 1189), puis vers 1190 avec Otton Ier, comte de Bourgogne (mort en 1200)[5] et, enfin, avec Gautier II d'Avesnes, seigneur de Guise (mort en 1246) ;
6. Adélaïde, abbesse de Fontevraud en 1190 ;
7. Élisabeth de Chartres (ou Isabelle), morte en 1248 ou 1249, comtesse de Chartres et de Romorantin, mariée à Sulpice d'Amboise, puis à Jean de Montmirail, vicomte de Cambrai (mort en 1244).